# Jean Pyerre
Jean Pyerre Casagrande Silveira Correa (Alvorada, 7 mei 1998) is een Braziliaans voetballer die bij voorkeur als aanvallende middenvelder speelt. Hij speelt bij Grêmio.

## Clubcarrière
Jean Pyerre is een jeugdproduct van Grêmio. Op 13 augustus 2017 debuteerde hij in de Braziliaanse Série A tegen Botafogo. Op 3 december 2017 scoorde hij zijn eerste competitiedoelpunt tegen Atlético Mineiro.